# Goran Sobin
Goran Sobin (Split, 3 de septiembre de 1963-Ib., 19 de diciembre de 2021) fue un baloncestista croata. Con 2.06 metros de estatura, jugaba en  la posición de pívot.

## Trayectoria
Sus logros más importantes fueron con el KK Split, uno de los mejores equipos de la historia, que comandado por Kukoc, Radja y Perasovic, entre otros llegó a ganar tres euroligas consecutivas. Sobin participaría en las dos primeras, dejando el equipo croata por el Aris Salónica, donde ganó la liga en la temporada 1990-91, luego ficharía por la Cibona de Zagreb, donde ganaría dos ligas más de Croacia. Su hijo Josip Sobin también es jugador de baloncesto.
Falleció en la noche del 19 de diciembre de 2021, a los 58 años de edad, tras sufrir un paro cardiaco.

## Palmarés
- 2 Copas de Europa: 1989, 1990.
- 3 Ligas Yugoslavas: 1988, 1989, 1990.
- 1 Copa de Yugoslavia: 1990.
- 1990-91 HEBA Aris Salónica.
- 1991-92, 1992-93 Liga de Croacia. Cibona Zagreb.
- 1992-93 Liga de Croacia. Cibona Zagreb.